# معيار الإحراج

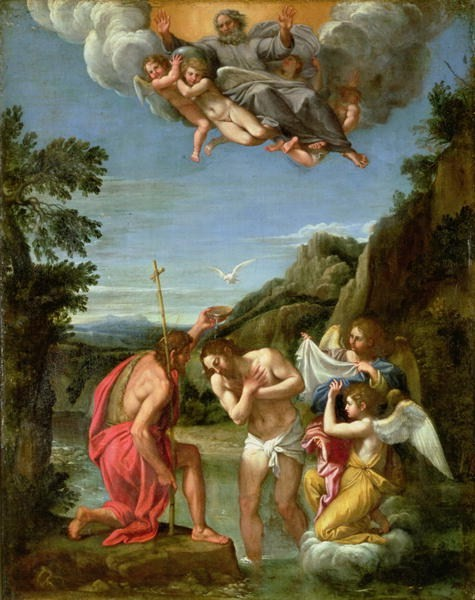

معيار الإحراج أداة يستعملها علماء الكتاب للمساعدة على تحديد ما إذا كانت أقوال وأفعال معينة ليسوع في العهد الجديد قد صدرت منه أو من الكنيسة اللاحقة. يصف جون بول ميير هدف هذا المعيار كالتالي:

معنى هذا المعيار أنه من الصعب أن تخترع الكنيسة المبكرة موادا تسبب الإحراج لمؤسسها أو تضعف موقفه في الجدالات مع أعدائها، بل إنه من الطبيعي أن المواد المحرجة الآتية من يسوع ستكتم أو تخفف في المراحل اللاحقة لتقاليد الأناجيل، وكثيرا ما ترى آثار مثل هذا التكتيم أو التخفيف المتزايد في الأناجيل الأربعة.

يندر استعمال هذا المعيار بمفرده بل يستعمل عادة مع معايير أخرى مثل معيار الانقطاع ومعيار الإثبات المتعدد والطريقة التاريخية.